# Campbell County, Virginia
Campbell County är ett administrativt område i delstaten Virginia, USA, med 54 842 invånare. Den administrativa huvudorten (county seat) är Rustburg. 

## Geografi
Enligt United States Census Bureau så har countyt en total area på 1 314 km². 1 307 km² av den arean är land och 7 km² är vatten.   

### Angränsande countyn
- Lynchburg - nord
- Amherst County - nord
- Appomattox County - nordost
- Charlotte County - öst
- Halifax County - sydost
- Pittsylvania County - sydväst
- Bedford County - väst